# Comme des bêtes (film)
Pour le deuxième tome de la série Le Génie des alpages, voir Comme des bêtes.
Série Comme des bêtes
Comme des bêtes 2
(2019)
Pour plus de détails, voir Fiche technique et Distribution.
Comme des bêtes (The Secret Life of Pets ; littéralement « La vie secrète des animaux de compagnie ») est un film d'animation américain réalisé par Chris Renaud et Yarrow Cheney, sorti en 2016.
Le film se déroule à New York. Dans un immeuble d'habitation de Manhattan, la vie de Max en tant qu'animal de compagnie préféré est chamboulée lorsque sa propriétaire ramène à la maison un chien marron nommé Duke. Ils doivent cependant mettre leurs différends de côté quand ils découvrent qu'un adorable lapin blanc prépare une armée d'animaux de compagnie abandonnés destinée à se venger de tous les animaux de compagnie heureux, ainsi que de leurs propriétaires,.
Le film est un succès planétaire, reçoit d'excellentes critiques, cumule 875 millions de dollars de recettes mondiales, tout en se classant à la 6e place des films les plus vus de l'année 2016,,.
Il a donné lieu à une suite, Comme des bêtes 2, sortie en 2019.

## Synopsis
Un Jack Russell terrier nommé Max vit avec sa propriétaire Katie dans un appartement de New York. Pendant son absence, il fréquente d'autres animaux de compagnie dans le bâtiment : le chat tabby Chloe, le carlin Mel, le teckel Buddy, le cochon d'Inde Norman et la perruche P’tit Chou. Un jour, Katie adopte un  bâtard nommé Duke, ce qui rend Max jaloux. Duke essaye de se montrer affectueux envers Max mais, quand il entend ce dernier essayer de convaincre Katie de se débarrasser de lui, il change d'attitude et se montre agressif devant Max pour pouvoir rester.
Le lendemain, Duke brise un vase en pourchassant Norman dans l’appartement. Max, suivant les conseils de Chloé, utilise l’accident à son avantage et commence à mettre l’appartement en désordre pour faire accuser Duke, ce qui oblige ce dernier à faire tout ce que Max lui dit. Enragé par l'attitude de Max, Duke essaie d'abandonner Max dans une ruelle, mais ils sont tous deux attaqués par des chats dirigés par le Sphynx Ozone qui leur enlève leurs colliers pour qu’ils soient attrapés par la fourrière. Duke craint d’être abattu s'il retourne à la fourrière. Lorsque Gidget, un Spitz nain blanc qui est amoureuse de Max, découvre qu'il a disparu, elle décide de le retrouver.
Max et Duke sont sauvés par un lapin nain blanc nommé Pompon, le chef des "Frères des Gouttières", une communauté d'animaux qui vivent dans les égouts de New York et qui détestent les humains parce que leurs propriétaires les ont abandonnés. Max et Duke font semblant de mépriser les humains et disent qu'ils ont « tué » leurs propriétaires pour que les frères des gouttières les invitent à se joindre à eux. Alors qu’ils allaient devoir prouver leur loyauté en se laissant mordre par une vipère, Pompon apprend d’Ozone que Max et Duke sont domestiqués. Démasqués, Max et Duke s'échappent des égouts et montent à bord d'un ferry pour Brooklyn, tuant par inadvertance la vipère dans le processus. Pompon jure de se venger et mène les animaux de la communauté pour les traquer.
Pendant ce temps, Gidget recrute un faucon nommé Tiberius pour trouver Max, mais il localise par erreur Ozone, que Gidget arrive à lui faire avouer sur ce qu'il sait les deux chiens. Ils enrôlent ensuite Mel, Buddy, Chloé, Norman et P’tit Chou. En chemin, ils rencontrent Papi, un vieux Basset Hound qui aide le groupe de Gidget à trouver Max. Gidget et son équipe rencontrent plus tard Pompon, qui jure de les tuer aussi après avoir appris qu’ils sont amis avec Max, et Norman est capturé alors que le reste de l'équipe de Gidget s'enfuit.
Pendant ce temps, Duke parle à Max de son ancien propriétaire Fred, qui l'a adopté comme chiot et aimait passer du temps avec lui. Un jour, Duke s'est perdu en poursuivant un papillon et a été attrapé par la fourrière, mais Fred n'est jamais venu le réclamer. Ils visitent la maison de Fred à proximité, confiants qu'il aimera toujours Duke et le ramènera, mais ils apprennent du chat résident Reginald que Fred est mort. Le cœur brisé, Duke accuse Max d'avoir tenté de se débarrasser de lui et aboie sur les nouveaux propriétaires qui viennent de rentrer à la maison et ont appelé la fourrière. Des hommes attrapent Max, mais Duke intervient pour que Max s'échappe alors qu’il se laisse capturé à la place.
En essayant de sauver Duke, Max est attaqué par Pompon qui tente de le tuer. Cependant, lorsque son équipe se fait capturer, Pompon décide de faire une trêve avec Max pour aller les secourir. Ils conduisent un bus pour rattraper camionnette de la fourrière sur le pont de Brooklyn, ce qui arrête la circulation. Les frères des gouttières encerclent Max avec l'intention de lui faire du mal, ignorant qu’il s’est associé avec Pompon, mais ils sont sauvés par Gidget et son équipe. La camionnette plonge dans l' East River alors que Max essaie de libérer Duke, Pompon décide de sauter dans la rivière pour leur donner les clés de la cage de Duke et s'échapper de la camionnette.
Tout le groupe retourne dans leurs appartements en taxi conduit par des cochons. Pompon et les animaux de la communauté forment un nouveau plan pour anéantir tous les humains, mais une fille nommée Molly arrive et adopte Pompon, et les frères des gouttières décide de se retirer dans les égouts pour éviter de se faire adopter au passage. Au début, Pompon résiste, mais cède et se laisse redomestiquer. Les autres animaux de compagnie retournent chez eux et embrassent leurs propriétaires, tandis que Max et Duke retrouvent enfin Katie où Max a finalement accepté Duke.

## Fiche technique
- Titre original : The Secret Life of Pets
- Titre français : Comme des bêtes
- Réalisation : Chris Renaud et Yarrow Cheney
- Scénario : Brian Lynch, d'après les personnages créés par Ken Daurio et Cinco Paul
- Storyboard : Éric Guillon
- Animation : Dominique Monféry, Jonathan del Val, Julien Soret
- Direction artistique : Colin Stimpson
- Décors : Eric Guillon
- Montage : Alexander Berner
- Musique : Alexandre Desplat
- Production : Janet Healy, Dave Rosenbaum et Chris Meledandri
- Société de production : Illumination Entertainment et Illumination Mac Guff
- Société de distribution : Universal Pictures
- Budget : 75 000 000 $
- Pays :  États-Unis,  France et  Japon
- Langue originale : anglais
- Format : couleur - son Dolby Digital / Datasat / SDDS / Dolby Atmos
- Genre : Animation, aventures et comédie
- Durée : 86 minutes
- Dates de sortie :
  -  Royaume-Uni : 24 juin 2016
  -  Italie : 7 juillet 2016
  -  États-Unis : 8 juillet 2016
  -  France : 
    - 27 juillet 2016, sortie nationale
    - 16 juin 2016, avant-première mondiale, au Festival international du film d'animation d'Annecy
    - 24 juillet 2016, avant-première

## Distribution

### Voix originales
- Louis C.K. : Max, un chien Jack Russell terrier
- Eric Stonestreet : Duke, un chien Terre-neuve  bâtard
- Kevin Hart : Snowball, un lapin nain
- Steve Coogan : Ozone, un sphynx
  - Reginald, un chat de Brooklyn
- Ellie Kemper : Katie, la propriétaire de Max et Duke
- Bobby Moynihan : Mel, un carlin
- Lake Bell : Chloe, une chatte obèse
- Dana Carvey : Pops, un basset hound
- Hannibal Buress : Buddy, un teckel à poils ras
- Jenny Slate : Gidget, une chienne Spitz nain blanc (spitz japonais)
- Albert Brooks : Tiberius, un faucon
- Chris Renaud : Norman, un cochon d'Inde
- Tara Strong : Sweetpea, une perruche
- Michael Beattie : Tatouage, un cochon tatoué
- Sandra Echeverría : Maria, un personnage de la telenovela
- Jaime Camil : Fernando, un personnage de la telenovela
- Kiely Renaud : Molly, la petite fille qui adopte Snowball
- Bob Bergen, Jim Cummings, Brian T. Delaney, Bill Farmer, Jess Harnell, John Kassir, Danny Mann, Jason Marsden, Mona Marshall, Laraine Newman et Jim Ward : voix additionnelles

### Voix françaises
- Philippe Lacheau : Max, un Jack Russell terrier
- François Damiens : Duke, un chien bâtard
- Willy Rovelli : Pompon, un lapin nain blanc
- Florence Foresti : Chloé, une chatte
- Dorothée Pousséo : Gidget, une chienne Spitz nain blanc
- Rachel Arditi : Katie, la propriétaire de Max et Duke
- François Siener : Tiberius, un faucon
- Jean-Baptiste Anoumon : Buddy, un teckel à poils ras
- Charles Pestel : Mel, un carlin
- Laurent Morteau : Norman, un cochon d'Inde
- Jean-Pierre Gernez : Papi, un basset hound
- Constantin Pappas : Ozone
- Pierre Margot : Reginald
- Franck Gourlat : Tatouage
- Josy Bernard : Maria
- Bertrand Suarez : Fernando
- Vincent Barazzoni : Guillermo et l'employé roux de Animal Control
- Frédéric Souterelle : l'un des crocodiles

### Voix québécoises
- Marika Lhoumeau : Chloé
- Jean-Marie Moncelet : Tiberus
- Éric Bruneau : Buddy
- Antoine Durand : Max
- Denys Paris : Pops
- Frédéric Desager : Ozone
- Jacques Lavallée : Reginald
- Hugolin Chevrette-Landesque : Snowball
- Rachel Graton : Katie
- Jean-François Beaupré : Mel
- André Ducharme : Norman
- Sarah-Jeanne Labrosse : Gidget
- Olivier Visentin : Duke

## Campagne promotionnelle
Pour la sortie au Japon, le troisième plus grand marché du film dans le monde, la chanteuse et compositrice Leo Ieiri, alors essentiellement connue pour sa chanson "Sabrina", a interprété le titre inédit "Brand New Tomorrow" pour servir d'introduction au film. Toho-Towa, le distributeur local du film a fait une vidéo en collaboration avec le constructeur automobile japonais Honda appelé "Vous ne savez pas le temps de l'animal" (あなたの知らない、ペットの時間).
La chanson générique du doublage japonais est "Brand New Tomorrow" de Ieiri Leo,,.

## Réception

### Accueil critique
Le film a engendré des critiques positives pour la plupart, les plus généreuses étant celles de Rotten Tomatoes avec un score de 75 % de critiques positives de la part des professionnels ainsi que 64 % de la part du public. Cependant les scores furent plus faibles sur Metacritic avec des notes de 64 sur 100 de la part des professionnels et 5.9 sur 10 de la part du public.
De l'autre côté de l'Atlantique, le film a généré des notes moyennes de 3.5 sur 5 pour les critiques presses et 3.7 sur 5 de la part du public sur le site Allociné.

## Box office
Le film est un succès planétaire, cumule 875 millions de dollars de recettes mondiales, tout en se classant à la 6e place des films les plus vus de l'année 2016,,.

## Clins d’œils
- Monty Python : Sacré Graal ! : l'attaque de l'employé de la fourrière par le meurtrier lapin d'apparence inoffensive évoque le terrible lapin gardien de la grotte dans le film des Monty Python.
- Saturday Night Fever : dans la scène où les chiens sont promenés par un "promeneur professionnel", Max ouvre crânement la marche. Le plan sur les pattes de Max rappelle le plan sur les jambes de l'acteur John Travolta lorsqu'il marche dans la rue sur les premières mesures de la chanson Stayin' Alive.
- Moi, moche et méchant 2 : dans la scène ou un chauffeur de taxi écoute la chanson "Happy" de Pharrell Williams, single à succès tiré de la bande originale du film de ce long métrage d'animation paru en 2013 et qui fut également produit par le même studio que Comme des bêtes.
- Les Oiseaux : le propriétaire de l'oiseau possède une affiche du film d'Alfred Hitchcock paru en 1963, sur l'un des murs de son appartement.
- Super Mario : dans la scène de poursuites dans les égouts, les héros du film percutent des tortues qui réagissent de la même manière que les Koopas dans les jeux vidéo Super Mario, et partagent les mêmes bruitages.
- West Side Story : dans la scène du camion de la fourrière retenu dans sa chute par un échafaudage, on reconnait quelques mesures de la bande originale de la comédie musicale. De plus l'échafaudage rappelle aussi les décors de la comédie musicale.
- Grease : dans la scène de la fabrique de saucisses où les chiens se mettent à rêver sur une musique du film Grease avec un clip de saucisses parodiant John Travolta et Olivia Newton-John.
- Monstres et Cie : toujours dans la fabrique de saucisses, lorsque les deux héros découvrent les tranches de viandes qui circulent suspendues à des crochets. Cette scène rappelle celle de la réserve des portes qui circulent suspendues sous des rails. À noter que Monstres et Cie est produit par le studio d'animation Pixar
- Le Monde perdu : lors de la scène où le camion tombe du pont ; elle rappelle celle où Julianne Moore tente de marcher sur la vitre du camion suspendu à la falaise et qui se rattrape in extremis à son "sac porte bonheur" lorsque celle-ci se fend.
- Titanic : lorsque le niveau d'eau monte dans le camion et que Max perd les clefs de la cage.
- Les Minions : Mel (le carlin) porte un déguisement de Minion dans une scène. De plus dans la ruelle à la sortie de la fabrique, il y a le même nain de jardin que dans le court-métrage Les Minions diffusé en première partie du film.
- Certains l'aiment chaud : lorsque Papy le chien paralysé déclare sa flamme à Chloé le chat, elle dit : "je suis un chat !" Lui répond : "Personne n'est parfait" qui fait référence à la scène finale du film entre Daphné et Osgood.
- Tous en scène : lors de la course poursuite entre Pompon et le fourgon de la fourrière, lorsque le bus fait un demi-tour, on peut voir l'affiche du prochain film de ce studio à savoir Tous en scène.
- Alien : Quand Pompon est dans le landau et que c'est Tatouage au guidon. Quand la dame crie et que le lézard sort du ventre à Tatouage.

## Suite
Le second volet Comme des bêtes 2 est sorti en 2019.